# Mieussy
Mieussy é uma comuna francesa na região administrativa de Auvérnia-Ródano-Alpes, no departamento da Alta Saboia. Estende-se por uma área de 44.45 km². Em 2010 a comuna tinha 2 443 habitantes (densidade: 55 hab./km²).